# Fascia temporal
Le fascia temporal (ou aponévrose temporale) est le fascia crânien qui recouvre le muscle temporal.
C'est un revêtement solide et fibreux, recouvert latéralement par les muscles auriculaires antérieur et supérieur, par l'aponévrose épicrânienne et par une partie du muscle orbiculaire de l'œil.
Les vaisseaux temporaux superficiels et le nerf auriculo-temporal le traversent de bas en haut.
Supérieurement, c'est une couche unique, attachée à toute l'étendue de la ligne temporale supérieure.
En bas il se divise en deux couches : une superficielle et une profonde. Elles s’insèrent sur les deux lèvres de l'arcade zygomatique.
Entre ces deux couches se trouvent une peu de tissu graisseux, la branche orbitaire de l'artère temporale superficielle, et un filament de la branche zygomatique du nerf maxillaire,
Sa surface profonde permet l'insertion des fibres superficielles du muscle temporal.
Le fascia parotidien prolonge le fascia temporal.